# Gare de Corcieux-Vanémont
Gare de Corcieux-Vanémont vasútállomás Franciaországban, La Houssière településen.

## Vasútvonalak
Az állomást az alábbi vasútvonalak érintik:
- Arches-Saint-Dié-vasútvonal

## Kapcsolódó állomások
A vasútállomáshoz az alábbi állomások vannak a legközelebb:
- Gare de Biffontaine
- Gare de Saint-Léonard